# Островский, Ян (футболист)
Ян Островский (пол. и люкс. Jan Ostrowski; 14 апреля 1999, Люксембург) — люксембургский футболист, полузащитник эмиратского клуба «Дубай Сити». Выступал за сборную Люксембурга.

## Биография

### Клубная карьера
Ян Островский родился в Люксембурге и является воспитанником местных команд «Мондерканж» и «Расинг Унион». В 2014 году подписал контракт с немецким клубом «Майнц 05», за юношескую команду которого выступал полтора сезона. В 2017 году перешёл в юношескую команду франкфуртского «Айнтрахта». Летом 2018 года подписал контракт с клубом чемпионата Швейцарии «Грассхоппер».

### Карьера в сборной
В 2013 году сыграл свой первый матч за сборную Люксембурга до 15 лет. К игроку также был интерес со стороны юношеской сборной Польши, однако информации о сыгранных за Польшу матчах нет.
4 июня 2017 года Островский дебютировал за основную сборную Люксембурга в товарищеском матче со сборной Албании, в котором вышел на замену на 90-й минуте вместо Давида Турпеля. 31 августа того же года вышел на замену в матче отборочного турнира чемпионата мира 2018 против сборной Беларуси и таким образом лишился возможности выступать за Польшу.

## Личная жизнь
Отец Яна Анджей — поляк, проживал в городе Александрув-Лодзинский. В 1981 году покинул Польшу и переехал сначала в Австрию, а затем в Люксембург. Мать — люксембурженка. Также в семье есть дочь Мира, которая на два года старше Яна.
Ян практически не говорит по-польски.